# Лисолайски манастир
Лисолайският манастир „Свети Архангел Михаил“ (на македонска литературна норма: Лисолајски манастир „Свети Архангел Михаил“) е православен манастир в югозападната част на Северна Македония.
В манастира в 1893 година се жени Бранислав Нушич, по това време служител в сръбското консулство в Битоля. На 27 юли 1905 година манастирът, който е гнездо на гръцката пропаганда в Македония е изгорен от чета на ВМОРО.